# Bridge of Allan
Bridge of Allan es una localidad de Escocia situada a cuatro kilómetros del centro de Stirling. Anteriormente era una estación balnearia de la época Victoriana. Aquí se encuentra la universidad de Stirling y el monumento nacional a William Wallace.

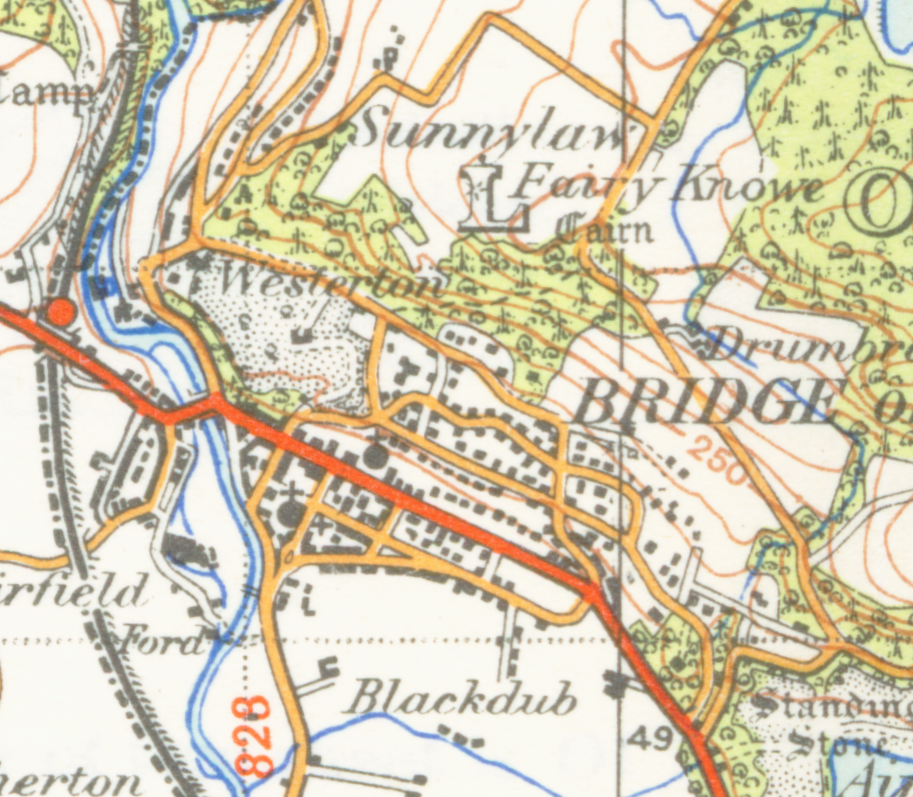
Un mapa de Bridge of Allan de 1945.

- Datos: Q187892
- Multimedia: Bridge of Allan / Q187892